# Anabarhynchus farinosus
Anabarhynchus farinosus är en tvåvingeart som beskrevs av Lyneborg 1992. Anabarhynchus farinosus ingår i släktet Anabarhynchus och familjen stilettflugor. Inga underarter finns listade i Catalogue of Life.